# Oglesby (Illinois)
Oglesby is een plaats (city) in de Amerikaanse staat Illinois, en valt bestuurlijk gezien onder La Salle County.

## Demografie
Bij de volkstelling in 2000 werd het aantal inwoners vastgesteld op 3647. In 2006 is het aantal inwoners door het United States Census Bureau geschat op 3641, een daling van 6 (-0,2%).

## Geografie
Volgens het United States Census Bureau beslaat de plaats een oppervlakte van 10,4 km², geheel bestaande uit land.

## Plaatsen in de nabije omgeving
De onderstaande figuur toont nabijgelegen plaatsen in een straal van 12 km rond Oglesby.